# Tarasca (espada)

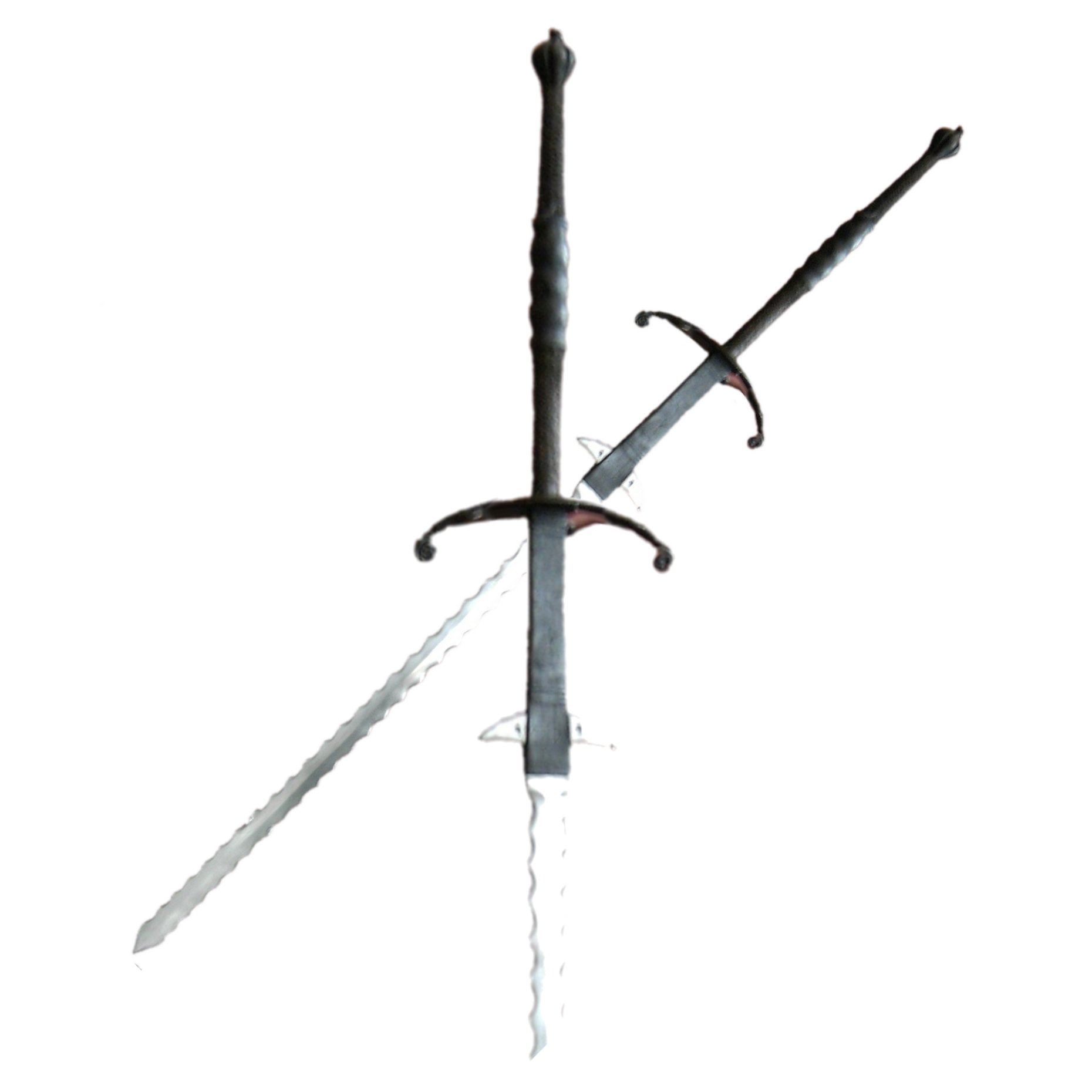
Tarasca alemã do séc. XVI

A tarasca, também designada flambérgia (embora mais raramente), é uma espada à guisa da montante, concebida para ser empunhada com duas mãos, caracterizada pelas guardas e contra-guardas intrincadas e pela lâmina de folha ondulada. 
Esta montante de origem alemã, que se popularizou pela Europa durante o Renascimento, terá tido como precursor o zweihänder suíço. 

## Etimologia
O nome português, «tarasca», vem em alusão ao monstro homónimo da tradição medieval, que segundo as crenças populares só poderia ser debelado por cavaleiros que asissem este tipo de espada.
Quanto ao nome «flambérgia», aportuguesamente do francês «flamberge», que por sua vez vem do germânico «Froberga», com influência do francês medieval flamble, que significa «chama».
Este nome vem em alusão à lâmina de folha corrugada que caracteriza esta espada. A este tipo de folha de lâmina deu-se o nome de «flamejante», por alusão à ondulação de uma labareda ou língua de fogo.

## Feitio

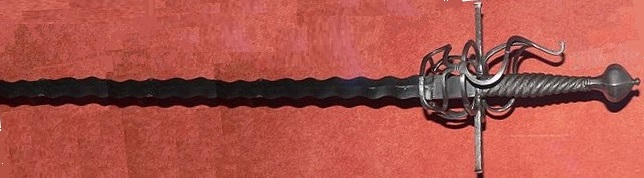
A colubrina, também conhecida como flambérgia-rapieira (roupeira), é uma espada de lâmina ondeada, que sucedeu à tarasca.

No que toca às dimensões, a tarasca podia orçar até dois metros e comprimento e pesar sete quilos, assumindo-se como uma montante maior e mais pesada do que a zweihänder, que a antecedera.
De entre os elementos constitutivos da tarasca, importa salientar a lâmina de folha ondulada. O efeito ondeado da lâmina dá pelo nome de "flamejante" e chegou a ser usado noutros tipos de armas brancas, como punhais e rapieiras, que também gozaram da denominação de flambérgias, a título de exemplo conta-se a flambérgia-rapieira.
As dimensões da lâmina de uma tarasca alternavam muito conforme a região e o período histórico em que eram concebidas. Tratando-se de peças caras, que não podiam ser feitas em massa, as tarascas eram personalizadas pelo alfageme, por molde a adaptar-se à estatura, às preferências e à disponibilidade financeira de quem as encomendava.
A empunhadura das tarascas podia assumir os mais diversos formatos, sendo certo que as tarascas tradicionais se marcavam pelo revestimento com tiras de couro, por molde a conferir-lhe maior aderência, quando o guerreiro a asisse com as duas mãos. Destaca-se, ainda, na tarasca alemã clássica, o emblemático guarda-mão em cruz, de grandes proporções.

## História

### Precursores
As tarascas propriamente ditas, caracterizadas pela folha de lâmina ondulada, aparecem na Europa pouco depois da montante de estilo suíço, a famígerada zweihänder, já no séc. XVI.

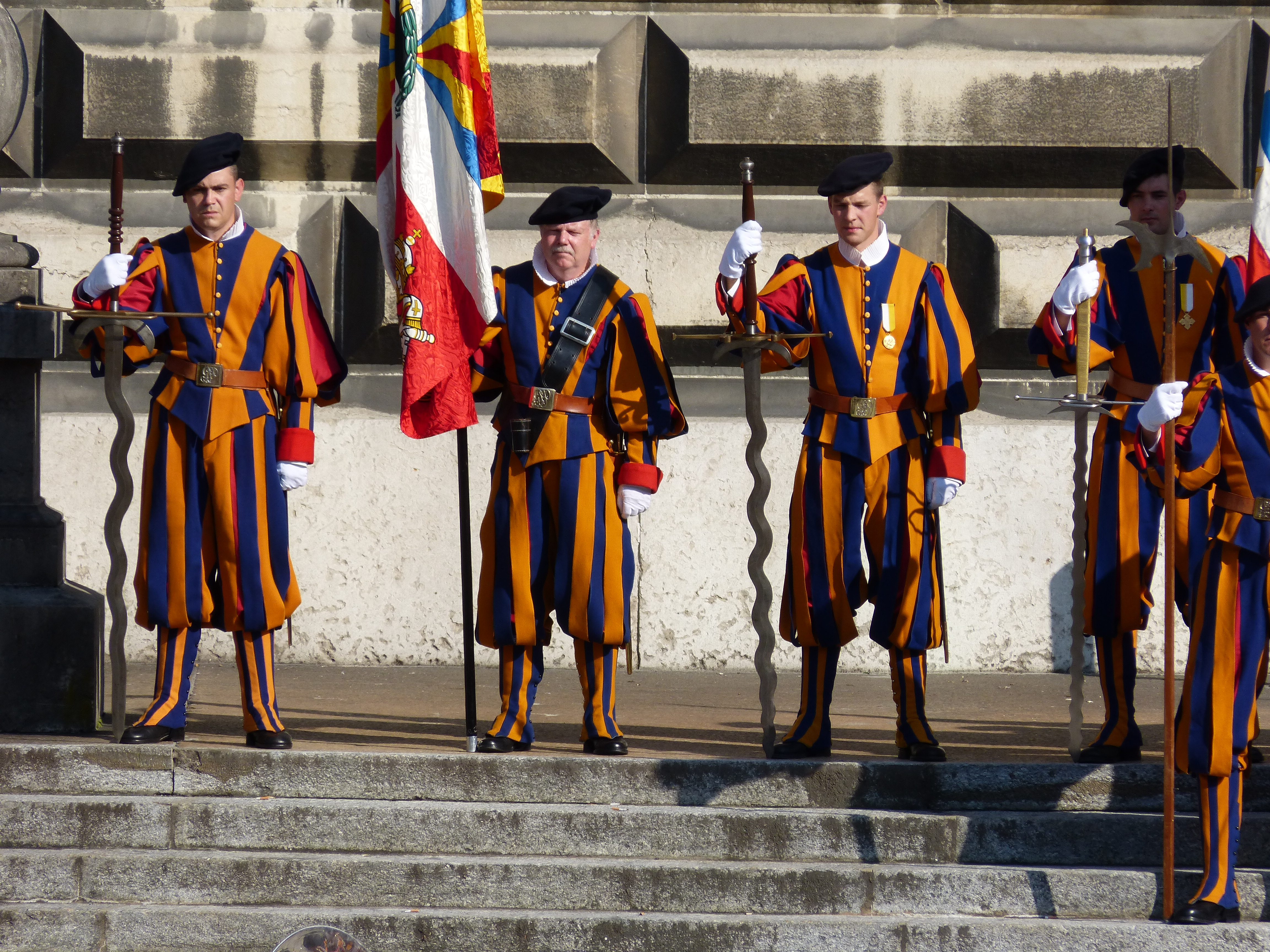
Guardas suíços e Lausanne, com tarascas em punho.

Já tinha havido chanfalhos, usados pelos lansquenetes, que exibiam lâminas com uma ondulação da folha semelhante à das futuras tarascas, com o intuito de potenciar o poder cortante face aos hastis de piques e outras armas de haste.

### Usos
A tarasca foi muito usada para fazer frente às formações de piqueiros, por molde a romper por entre as fileiras da infantaria, ao rachar ou desviar os hastis dos piques, com recurso às curvas da lâmina. Além disso, também foram amplamente utilizadas na defesa de fortificações, contra incursões e em surtidas.
Outra vantagem amiúde atribuída às tarascas, mercê do formato flamejante da folha da lâmina, seria uma pretensa maior facilidade em aparar as espadeiradas do adversário. Nesta toada, a colubrina, também chamada flambérgia-rapieira, uma espada monomanual que sobreveio a tarasca, mas que também se valia da lâmina flamejante, veio a ganhar popularidade mormente na esfera civil, como arma de defesa pessoal, além de também ter figurado no âmbito militar, como arma lateral secundária, exactamente graças à fama de ser especialmente boas a aparar as espadeiradas dos inimigos.
O embate de uma lâmina de folha recta com uma lâmina de folha flamejante, que lhe ampara o golpe, repercute significativas vibrações sobre a lâmina recta, susceptível de desestabilizar o espadachim. Porém, por volta do séc. XVII, à medida que as armas de lâmina flamejante foram evoluindo, aos poucos foram também perdendo a popularidade, acabando por ser substituídas pelas rapieias.
Independentemente do potencial bélico das tarascas, com o passar do tempo foram assumindo uma feição cada vez mais ornamental, como espadas de cerimónia. Pelo que as características emblemáticas da zweihänder comum, como sendo o guarda-mão em cruz, com as hastes torcidas e rebiques ou o pomo cruciforme foram acentuadas na tarasca, para fins decorativos, por molde a conferir-lhe um aspecto mais majestático e distintivo. 

## Exemplares famosos
A espada de Vasco da Gama, que se encontrava no castelo da Vidigueira era deste tipo. Em 1896, Ramalho Ortigão relata na obra «O culto da Arte em Portugal» que a mesma teria sido vendida a um coleccionador privado. Actualmente, um exemplar atribuído a Vasco da Gama encontra-se no Museu Militar de Lisboa.
A espada do cavaleiro Reinaldo de Montalvão, personagem dos Doze Pares de França tratar-se-ia de uma tarasca, alcunhada Fusberta, nome que tanto se coliga com o étimo germânico froberga, como ainda significava «flamejante».  